# Jan Kilian
Jan Kilian (29. května 1934 Příbram – 19. června 2025⁠⁠⁠⁠⁠⁠) byl český lékař a vysokoškolský pedagog.

## Život
Dětství prožil v Březnici, kde navštěvoval obecnou školu. Od roku 1944 studoval na příbramském gymnáziu, na němž maturoval v roce 1952. Po maturitě vystudoval Lékařskou fakultu Univerzity Karlovy v Plzni.
Po promoci (s vyznamenáním) na lékařské fakultě v Plzni v roce 1957 pracoval nejprve jako vedoucí lékař v Bechyni, poté od roku 1964 působil bez přerušení na stomatologické klinice Lékařské fakulty Univerzity Karlovy a Fakultní nemocnice v Plzni. Hlavními obory jeho zájmu jsou dětské zubní lékařství, preventivní zubní lékařství a forenzní stomatologie. V roce 1973 získal vědeckou hodnost kandidáta lékařských věd (CSc.), v roce 1987 vědeckou hodnost doktora lékařských věd (DrSc.). V roce 1979 habilitoval a v roce 1990 byl jmenován profesorem pro obor stomatologie. V letech 1990–1997 vykonával funkci proděkana pro stomatologický směr, kulturní a sociální záležitosti a statutárního zástupce děkana. V roce 1997 byl jmenován do funkce přednosty stomatologické kliniky LF UK v Plzni a Fakultní nemocnice v Plzni. Kliniku vedl do roku 2000. Více než 25 let spolupracoval na antropologicko-lékařském výzkumu historických osobností českých dějin s prof. MUDr. Emanuelem Vlčkem, DrSc. a Národním muzeem v Praze. Publikoval přes 100 odborných a vědeckých prací.

### Ocenění a činnost v odborných společnostech
- Člen výboru České stomatologické společnosti (1986–1990). Čestný člen České stomatologické společnosti.
- Cena rektora Univerzity Karlovy za nejlepší publikaci roku 1996 v oboru lékařsko-farmaceutických věd.
- Zlatá medaile Univerzity Karlovy (2005).
- Člen vědecké rady LF Univerzity Karlovy v Plzni (od roku 1990). Několik let rovněž člen vědecké rady Univerzity Karlovy.[3]
- Předseda pedostomatologické sekce České stomatologické společnosti (1982-1990). Zakládající a dlouholetý člen sekce.[8][9]
- Čestná medaile České lékařské společnosti J. E. Purkyně.
- Titul Osobnost české stomatologie.
- Cena města Plzně (2014).[10][11]